# Opistharsostethus
Opistharsostethus is een geslacht van halfvleugeligen uit de familie schuimcicaden (Cercopidae). De wetenschappelijke naam van dit geslacht is voor het eerst geldig gepubliceerd in 1911 door Schmidt.

## Soorten
Het geslacht Opistharsostethus omvat de volgende soorten:
- Opistharsostethus bimaculatus Schmidt, 1911
- Opistharsostethus calypso Lallemand, 1923
- Opistharsostethus carinata (Stål, 1870)
- Opistharsostethus demonstratus (Distant, 1900)
- Opistharsostethus divergens Schmidt, 1911
- Opistharsostethus globosicollis Schmidt, 1911
- Opistharsostethus humilis Lallemand, 1923
- Opistharsostethus javanensis Schmidt, 1911
- Opistharsostethus ledrinus (Jacobi, 1905)
- Opistharsostethus malayanus Lallemand, 1930
- Opistharsostethus menaca (Distant, 1900)
- Opistharsostethus nervosus Lallemand, 1939
- Opistharsostethus nigrofasciatus (Atkinson, 1889)
- Opistharsostethus octopunctatus (Amyot & Serville, 1843)
- Opistharsostethus quadripunctatus Schmidt, 1911
- Opistharsostethus rotundatus Schmidt, 1911
- Opistharsostethus sanguineus Schmidt, 1911
- Opistharsostethus sexpunctatus Lallemand, 1930
- Opistharsostethus simulans Schmidt, 1911
- Opistharsostethus sumatrensis (Butler, 1877)
- Opistharsostethus tripunctatus Lallemand, 1930
- Opistharsostethus unifascia (Walker, 1857)
- Opistharsostethus unipunctatus Schmidt, 1911
- Opistharsostethus walkeri Metcalf, 1955